# Triangle Razorbacks 2022
Questa voce raccoglie le informazioni riguardanti i Triangle Razorbacks nelle competizioni ufficiali della stagione 2022.

## Prima squadra

### Nationalligaen 2022

#### Stagione regolare
| Vejle 21 maggio 2022, ore 12:00 2ª giornata | Triangle Razorbacks | 3 – 34 referto | Søllerød Gold Diggers | Vejle Atletikstadion |

| Aalborg 12 giugno 2022, ore 12:00 3ª giornata | Aalborg 89ers | 43 – 44 referto | Triangle Razorbacks | Aalborg's anlæg |

| Gentofte 18 giugno 2022, ore 12:00 4ª giornata | Copenhagen Towers | 34 – 17 referto | Triangle Razorbacks | Gentofte Sportspark |

| Vejle 14 agosto 2022, ore 16:00 5ª giornata | Triangle Razorbacks | 27 – 45 referto | Aalborg 89ers | Vejle Atletikstadion |

| Nærum 20 agosto 2022, ore 12:00 6ª giornata | Søllerød Gold Diggers | 46 – 6 referto | Triangle Razorbacks | Rundforbi Stadion |

| Vejle 3 settembre 2022, ore 12:00 8ª giornata | Triangle Razorbacks | 29 – 67 referto | Copenhagen Towers | Vejle Atletikstadion |

### Statistiche di squadra
| Competizione         | %Vittorie | In casa | In casa | In casa | In casa | In casa | In casa | In trasferta | In trasferta | In trasferta | In trasferta | In trasferta | In trasferta | Totale | Totale | Totale | Totale | Totale | Totale |
| Competizione         | %Vittorie | G       | V       | N       | P       | Pf      | Ps      | G            | V            | N            | P            | Pf           | Ps           | G      | V      | N      | P      | Pf     | Ps     |
| -------------------- | --------- | ------- | ------- | ------- | ------- | ------- | ------- | ------------ | ------------ | ------------ | ------------ | ------------ | ------------ | ------ | ------ | ------ | ------ | ------ | ------ |
| NL Stagione regolare | .167      | 3       | 0       | 0       | 3       | 59      | 146     | 3            | 1            | 0            | 2            | 67           | 123          | 6      | 1      | 0      | 5      | 126    | 269    |
| Totale               | .167      | 3       | 0       | 0       | 3       | 59      | 146     | 3            | 1            | 0            | 2            | 67           | 123          | 6      | 1      | 0      | 5      | 126    | 269    |

## Seconda squadra

### Danmarksserien 2022

#### Stagione regolare
| Esbjerg 30 aprile 2022, ore 14:00 2ª giornata | Esbjerg Hurricanes | 14 – 50 referto | Triangle Razorbacks II | Skibhøj Idrætsanlæg |

| Vejle 7 maggio 2022, ore 14:00 3ª giornata | Triangle Razorbacks II | 50 – 0 referto | Herning Hawks | Kirkebakkehallen |

| Vejle 5 giugno 2022, ore 14:00 7ª giornata | Triangle Razorbacks II | 56 – 40 referto | Esbjerg Hurricanes | Vejle Atletikstadion |

| Vejle 11 giugno 2022, ore 14:00 8ª giornata | Triangle Razorbacks II | 50 – 18 referto | Sønderborg Steelers | Vejle Atletikstadion |

| Sønderborg 13 agosto 2022, ore 14:00 10ª giornata | Sønderborg Steelers | 16 – 36 referto | Triangle Razorbacks II | Sønderparken |

| Næstved 27 agosto 2022, ore 14:00 12ª giornata | Næstved Vikings | 56 – 6 referto | Triangle Razorbacks II | SJSI Vikings |

#### Playoff
| Vejle 11 settembre 2022, ore 14:00 Semifinale | Triangle Razorbacks II | 20 – 72 referto | Avedøre Monarchs | Kirkebakkehallen |

### Statistiche di squadra
| Competizione      | %Vittorie | In casa | In casa | In casa | In casa | In casa | In casa | In trasferta | In trasferta | In trasferta | In trasferta | In trasferta | In trasferta | Totale | Totale | Totale | Totale | Totale | Totale |
| Competizione      | %Vittorie | G       | V       | N       | P       | Pf      | Ps      | G            | V            | N            | P            | Pf           | Ps           | G      | V      | N      | P      | Pf     | Ps     |
| ----------------- | --------- | ------- | ------- | ------- | ------- | ------- | ------- | ------------ | ------------ | ------------ | ------------ | ------------ | ------------ | ------ | ------ | ------ | ------ | ------ | ------ |
| Stagione regolare | .833      | 3       | 3       | 0       | 0       | 156     | 58      | 3            | 2            | 0            | 1            | 92           | 86           | 6      | 5      | 0      | 1      | 248    | 144    |
| Playoff           | .000      | 1       | 0       | 0       | 1       | 20      | 72      | 0            | 0            | 0            | 0            | 0            | 0            | 1      | 0      | 0      | 1      | 20     | 72     |
| Totale            | .714      | 4       | 3       | 0       | 1       | 176     | 130     | 3            | 2            | 0            | 1            | 92           | 86           | 7      | 5      | 0      | 2      | 268    | 216    |